# K.d. lang
Кетрін Доун Ленг (англ. Kathryn Dawn Lang; нар. 2 листопада 1961), відома під стилізованим сценічним ім'ям k.d. lang — канадська поп і кантрі співачка та авторка пісень, часом акторка. Виграла премії Juno Awards і Grammy Awards за свої музичні виступи. Серед хітів — пісні «Constant Craving» і «Miss Chatelaine».
Має меццо-сопрано. Створила пісні до саундтреків до фільмів і співпрацювала з такими музикантками та музикантами, як Рой Орбісон, Тоні Беннет, Елтон Джон, The Killers, Енн Мюррей, Енн Вілсон та Джейн Сіберрі. Виступала на церемонії закриття зимових Олімпійських ігор 1988 року в Калгарі, Альберта, та на церемонії відкриття зимових Олімпійських ігор 2010 року у Ванкувері, Британська Колумбія, де виконала пісню «Hallelujah» Леонарда Коена.
Ленг також активна захисниця прав тварин, прав гомосексуальних людей та тибетська правозахисниця. Вона є тантричною практикинею старої школи тибетського буддизму.

## Ранні роки
Народилася в Едмонтоні, Альберта. Є молодшою дитиною Одрі Бібі та Адама Фредеріка Ленга. Має англійське, ірландське, шотландське, німецьке, єврейське, ісландське та сіу походження. Коли Ланг було дев'ять місяців, сім'я переїхала в Консорт, Альберта, де вона виросла з двома старшими сестрами та одним старшим братом у канадській прерії. Батько, власник аптеки, покинув сім'ю, коли Ленг було дванадцять.
Навчалася в коледжі Red Deer College, де захопилася життям і музикою Петсі Клайн та вирішила продовжити кар'єру професійної співачки. Після закінчення навчання 1982 року вона переїхала до Едмонтона і сформувала триб'ют-групу Петсі Клайн під назвою The Reclines 1983 року. Вона та Reclines записали свій дебютний сингл «Friday Dance Promenade» на Sundown Recorders. Її особистим менеджером став власник лейблу Ларрі Ванагас. У першій групі виступали Стю Макдугал на клавішах, Дейв Б'ярнсон на барабанах, Гарі Колігар на гітарі та басист Фарлі Скотт.
The Reclines регулярно грали в популярному в Едмонтоні Sidetrack Cafe, де шість ночей на тиждень виступали наживо гурти. 1983 року Ленг представила твір перформансу, семигодинну реконструкцію трансплантації штучного серця для Барні Кларка, американського стоматолога на пенсії. «A Truly Western Experience» вийшов 1984 року й привернув увагу жителів та жительок в Канаді. У серпні 1984 року Ленг була однією з трьох канадських артистів та артисток, що були відібрані для виступу на Всесвітньому науковому ярмарку в Цукубі, Японія. 
Співаючи на кантрі та вестерн- залах Канади, Ленг почала створювати зовнішній вигляд і стиль, який називають «ковбойським панком».
Ленг зробила кілька записів, які отримали дуже позитивні відгуки та здобула премію Juno 1985 року як найперспективніша вокалістка. Вона прийняла нагороду в весільній сукні, позиченій у її співмешканки. Вона також дала численні жартівливі обіцянки про те, що вона буде робити, а що не робитиме в майбутньому, таким чином виконавши титул «Найбільш перспективної». Всього вона виграла вісім премій Juno Awards.
1986 року Ленг підписала контракт з американським продюсером звукозапису в Нешвіллі, штат Теннессі, і отримала схвалення критиків за свій альбом 1987 року «Angel with a Lariat», спродюсований Дейвом Едмундсом.

## Кар'єрний підйом
Вперше Ленг здобула міжнародне визнання 1988 року, коли вона виступала як «The Alberta Rose» на церемонії закриття зимових Олімпійських ігор. Канадський жіночий журнал Chatelaine вибрав k.d.lang як «Жінку року» 1988 року
Кар'єра Ленг отримала великий поштовх після запису дуету на пісню «Crying» з Роєм Орбісоном. Ця співпраця принесла їм премію «Ґреммі» за найкращу співпрацю в стилі кантрі з вокалом 1989 року. Пісня була використана у фільмі Джона Крайєра «Hiding Out», що вийшов 1987 року. Завдяки успіху пісні Ленг здобула нагороду «Найкраща артистка року» від Канадської асоціації музики кантрі. Ленг отримає таку ж нагороду протягом наступних трьох років, а також дві нагороди «Вокаліст року» у 1988 та 1989 роках.
1988 року вийшов альбом «Shadowland», який продюсував Оуен Бредлі. Наприкінці 1988 року «Shadowland» був визнаний Альбомом року Канадською асоціацією музики кантрі. Того року співачка також виконала «Turn Me Round» на церемонії закриття XV зимових Олімпійських ігор у Калгарі, Альберта, і заспівала бек-вокал з Дженніфер Ворнс і Бонні Райт у відомому телевізійному випуску Орбісона «Рой Орбісон і друзі, Чорно-біла ніч».
1990 року Ленг внесла пісню «So in Love» до триб'ют-альбому Коула Портера «Red Hot + Blue», виробленого Red Hot Organization. 1998 року вона внесла пісню «Fado Hilário» до збірника про СНІД «Onda Sonora: Red Hot + Lisbon», створеного тією ж організацією.

## Нагорода «Ґреммі» та масовий успіх
Ленг здобула премію Ґреммі за найкраще жіноче вокальне виконання в стилі кантрі за свій альбом 1989 року «Absolute Torch and Twang». Сингл «Full Moon Full of Love», що випливає з цього альбому, став скромним хітом у Сполучених Штатах у середині 1989 року та хітом номер 1 у чарті RPM Country в Канаді. 1989 року заспівала дуетом «Sin City» з Дуайтом Йоакамом на його альбомі «Just Lookin' for a Hit».
Альбом 1992 року «Ingénue», збірка поп пісень, орієнтованих на дорослих, що демонстрували порівняно невеликий вплив кантрі, містив її найпопулярнішу пісню «Constant Craving». Ця пісня принесла їй багатомільйонні продажі та високу оцінку критиків. Того ж року коли вона відкрилася як лесбійка, кілька американських радіостанцій заборонили її музику. На врученні премії «Греммі» 1993 року, вона здобула премію «Греммі» за найкраще жіноче поп-вокальне виконання. Ще одним синглом у десятці найкращих із запису став «Miss Chatelaine». Трек, натхненний сальсою, був іронічним; Жіночий журнал Chatelaine одного разу вибрав lang як «Жінку року», а відео на пісню зобразило lang у перебільшено жіночній манері, оточений яскравими пастельними тонами та великою кількістю бульбашок, що нагадують виступ на The Lawrence Welk Show.
Була авторкою пісні Rolling Stones 1997 року «Anybody Seen My Baby?», приспів якої схожий на «Constant Craving». Джаггер і Річардс стверджували, що ніколи раніше не чули пісні, і коли вони виявили подібність до виходу пісні, були спантеличені, як пісні можуть бути настільки схожими. Джаггер виявив, що його дочка слухала запис «Constant Craving» на своєму стерео, і зрозумів, що чув цю пісню багато разів, але лише підсвідомо. Вони разом зі співавтором сценарію Беном Мінком віддали належне, щоб уникнути будь-яких можливих судових позовів. Згодом Ленг сказала, що для неї була «повністю честь і лестила» отримання кредиту на написання пісень.
Вона внесла значну частину музики до саундтреку Гаса Ван Сента до фільму «Even Cowgirls Get the Blues», а також зробила кавер на «Skylark» для екранізації фільму «Північ у саду добра і зла» 1997 року. Вона виконала «Surrender» для завершальних титрів фільму про Джеймса Бонда «Завтра не помре ніколи», раніше працюючи з композитором Бонда Девідом Арнольдом над його альбомом «Shaken and Stirred: The David Arnold James Bond Project».
1996 року отримала звання офіцерки ордена Канади.
1997 року вийшов альбом «Drag». Кавер-пісні альбому включають «Smoke Dreams» 40-х років, «The Joker» Steve Miller Band, «Smoke Rings», тему з культового фільму «Долина ляльок».
1998 року вона була включена до The ArQuives: Канадська національна колекція портретів LGBTQ2+ Archives.
1999 року зайняла 33-е місце в рейтингу 100 найкращих жінок рок-н-ролу VH-1 і 26-е місце в рейтингу CMT 40 найкращих жінок у музиці кантрі 2002 року, одна з восьми жінок, які потрапили в обидва списки.
2003 року отримала свою четверту премію «Ґреммі» за найкращий традиційний поп-вокальний альбом за співпрацю з Тоні Беннеттом над альбомом «Чудовий світ».
Того ж року випустила «Hymns of the 49th Parallel», в якому були представлені кавер-версії пісень культових англомовних канадських співачок, співаків, авторок і авторів пісень: Брюса Кокберна, Леонарда Коена, Джоні Мітчелл, Рона Сексміта, Джейн Сіберрі та Ніла Янга. За даними Канадської асоціації звукозаписної індустрії (CRIA), у квітні 2006 року альбом став платиновим у Канаді, продавши понад 100 000 копій. У грудні 2007 року альбом досяг подвійного платинового статусу в Австралії, продавши понад 140 000 копій.
Також 2004 року вона заспівала пісню «Little Patch of Heaven» для фільму Діснея «Вдома на пасовищі».
29 липня 2006 року виконала свій хіт «Constant Craving» на церемонії відкриття Outgames у Монреалі, Квебек, Канада.
2006 року вона виступила в парі зі співачкою Мадлен Пейру над кавер-версією пісні Джоні Мітчелл «River» для альбому Пейру «Half the Perfect World». Того ж року була представлена у другому альбомі Неллі Маккей «Pretty Little Head», співаючи з Маккей у «We Had it Right». Крім того, Ленг виконала версію «Golden Slumbers» The Beatles для саундтреку до фільму «Веселі ніжки».
2007 року вона об'єдналася з однією зі своїх улюблених виконавиць дитинства, Енн Мюррей, над римейком хіта Енн «A Love Song», який був представлений в альбомі «Енн Anne Murray Duets: Friends &amp; Legends».
5 лютого 2008 року вона випустила альбом нового матеріалу під назвою «Watershed». Це була її перша збірка оригінального матеріалу з моменту виходу її альбому 2000 року «Invincible Summer». У статті, в якій береться інтерв'ю з Кетрін Ленг, говориться, що «коли вона не працює, [Ленг] переважно домогосподарка, спокійно живе з партнеркою, яку вона називає „моєю дружиною“ — вони не перебувають у законному шлюбі — і двома її собаками».
11 листопада 2009 року вона вступила в сімейне партнерство з Джеймі Прайс, з якою познайомилася 2003 року. Після розлучення 6 вересня 2011 року Кетрін подала заяву про розірвання партнерства у Верховному суді округу Лос-Анджелес, штат Каліфорнія, 30 грудня 2011 року.
Перша повна колекція найкращих хітів Кетрін Ленг вийшла 2 лютого 2010 року на лейблі Nonesuch під назвою «Recollection».
2010 року вона була в Нешвіллі, працюючи над новим альбомом під назвою «Sing it Loud». Альбом «Nonesuch» вийшов на k.d.lang і Siss Boom Bang навесні 2011 року. Влітку 2011 року гурт здійснив турне по Північній Америці
2012 року вона переїхала з Лос-Анджелеса до Портленда, штат Орегон.
21 квітня 2013 року, під час церемонії вручення премії Juno Awards 2013, була офіційно включена до Канадської музичної зали слави.
2016 року співпрацювала з Неко Кейс і Лаурою Вейрс над проєктом альбому «case/lang/veirs».
Вона брала участь у меморіальному святкуванні Леонарда Коена «Tower Of Song» у Квебеку в листопаді 2017 року, виконавши «Allelujah».
2019 року сказала в інтерв'ю, що вважає себе напівпенсіонеркою і, можливо, не буде писати та записувати нові пісні надалі.
Вона представлена в пісні The Killers «Lightning Fields» з їх альбому «Imploding the Mirage» 2020 року.
«Makeover», колекція класичних танцювальних реміксів, створених з 1992 по 2000 рік, вийшла 28 травня 2021 року. 2021 року також було перевидано ряд попередніх записів Ленг на вінілі.

## Виступи в кіно та на телебаченні

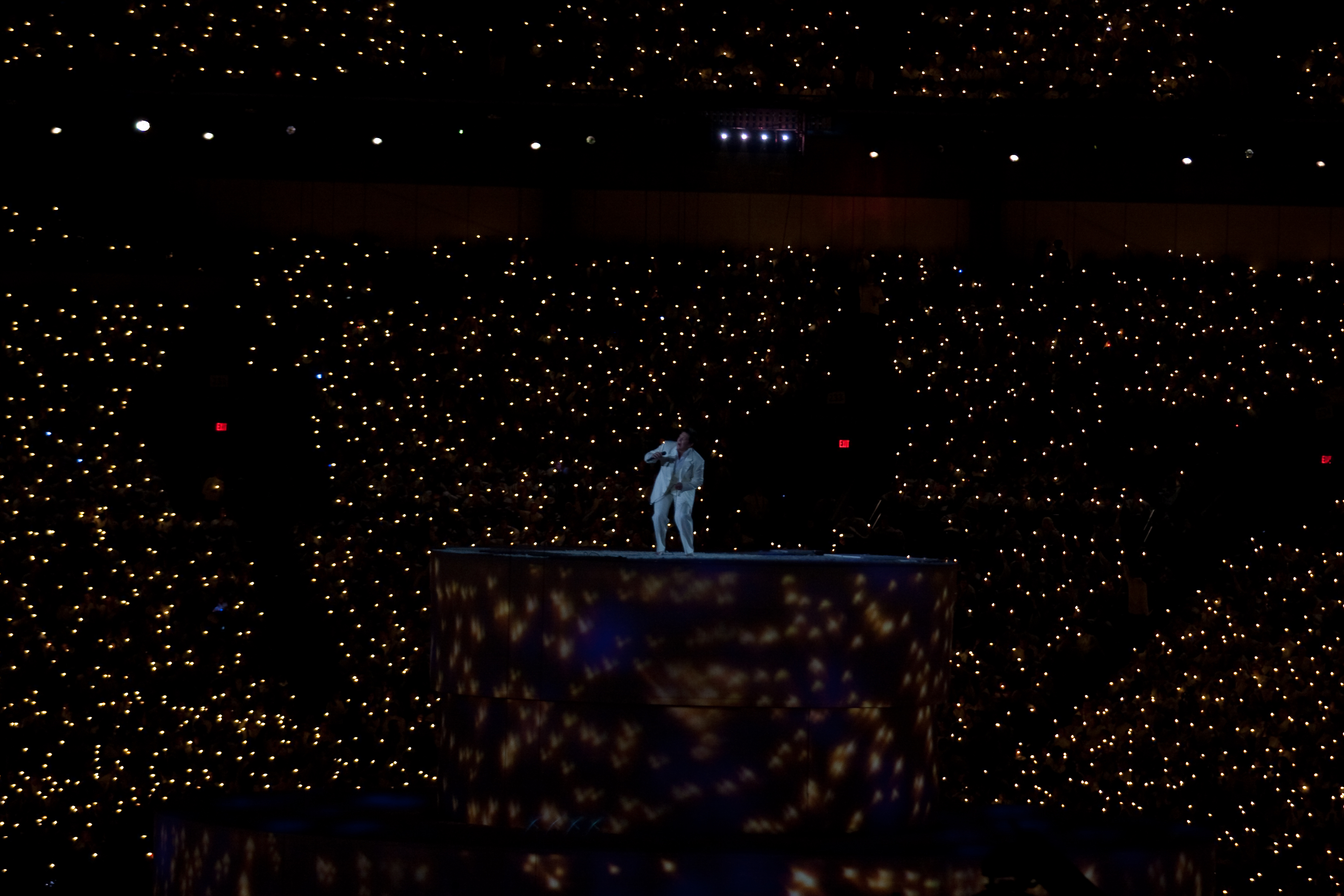
k.d. lang виконує «Hallelujah» Леонарда Коена на церемонії відкриття зимових Олімпійських ігор 2010

Кілька разів виступала на шоу Super Dave Osborne Show, починаючи з 1987 року.
1988 року k.d. lang і The Reclines з'явилися у програмі Austin City Limits.
Втілила головну роль у драматичному фільмі 1991 року «Лосось», а також зіграла разом із Мак-Грегором та Ешлі Джадд у фільмі «Eye of the Beholder» (1999). Вона з'явилася в ролі Діти Томмі в мінісеріалі 1997 року «Останній Дон». 2006 року у фільмі «Чорна жоржина» вона виконала пісню «Любов на продаж», що не вказана в титрах. Також з'являлася в гостях у ситкомах «Шоу Ларрі Сандерса», «Дхарма і Грег» та у знаменитому епізоді «Еллен». З'явилася на різдвяному випуску Pee Wee's Playhouse, де виконала пісню «Jingle Bell Rock». Також з'явилася в гостях в епізоді «Сміття» серіалу «The Jim Henson Hour», а 2008 року з'явилася в годинному шоу Роува Макмануса «Rove».
Виступила із концертним оркестром BBC в церкві 18-го століття LSO St Luke в Лондоні 3 лютого 2008 року. Концерт вперше транслювався в рамках BBC Four Sessions, а 2009 року вийшов у вигляді DVD під назвою Live in London.
12 лютого 2010 року вона виконала «Алілуйя» Леонарда Коена на церемонії відкриття Олімпіади у Ванкувері, Британська Колумбія. 2010 року заспівала «You're a Mean One, Mr. Grinch» з Меттью Моррісоном в різдвяному епізоді Glee, а також з'явилася в Glee: The Music, The Christmas Album. У лютому 2013 року вона з'явилася в 8 сезоні ситкому CBS «Як я зустрів вашу маму».
2014 року з'явилася у фіналі 4 сезону «Портландії».
Дебютувала на Бродвеї в ролі «Особливої запрошеної зірки» у бродвейському фільмі «Після півночі», замінивши Фантазію Барріно, і її змінять Тоні Брекстон і Babyface. З'являлася з 11 лютого по 9 березня 2014 року.
16 лютого 2020 року вона була однією з багатьох музикантів, які пожертвували свій час для виступу на «Fire Fight Australia» на стадіоні ANZ в Сіднеї, Австралія. Це був масштабний захід, організований з метою збору коштів для тих, хто постраждали від безпрецедентних лісових пожеж у багатьох штатах країни, які почалися наприкінці весни 2019 року. Один з її виступів включав виконання класичної пісні Леонарда Коена «Hallelujah».

## Активізм

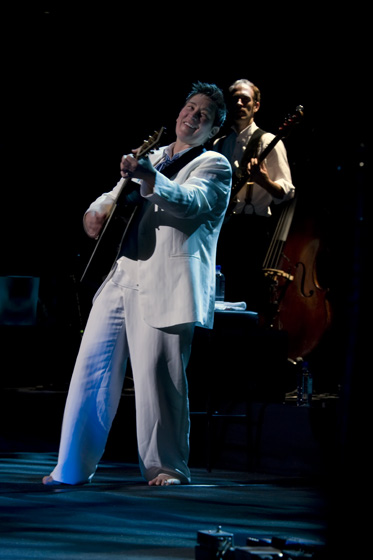
Ленг виступає в Hamer Hall в Мельбурні, Австралія, 2008 року

Ленг, що зробила камінг-аут як лесбійка в статті журналу ЛГБТ The Advocate у червні 1992 року, активно виступала за права гомосексуалок і гомосексуалів.
Протягом багатьох років вона підтримувала лікування та дослідження ВІЛ/СНІДу. Її кавер на пісню Коула Портера «So in Love» (з бродвейського мюзиклу Kiss Me, Kate) з'являється в збірнику Red Hot + Blue і відео з 1990 року (данина Коулу Портеру, щоб допомогти дослідженню та боротьбі зі СНІДом). Її альбом найкращих хітів 2010 року Recollection також містить кавер на пісню «So in Love». Ланг також записав пісню «Fado Hilário», португальською мовою, для альбому Red Hot AIDS 1999 року Onda Sonora: Red Hot + Lisbon, традиційне фадо з Португалії.
Є вегетаріанкою. Її кампанія «М'ясо смердить» у 1990-х роках викликала багато суперечок, особливо в її рідному місті, в центрі галузі розведення великої рогатої худоби Альберти — їй заборонили працювати на більш ніж 30 радіостанціях Альберти. Вивіска в Консорті, Альберта, на якій було вказано «Дім kd lang» була спалена дотла. Тодішній міністр сільського господарства Альберти сказала, що «вкрай прикро, що вона вирішила стати на бік правозахисників». Є певне відчуття зради — ми досить добре підтримували kd в Альберті". Більше дюжини радіостанцій у США в Канзасі, Оклахомі, Міссурі, Монтані та Небрасці також бойкотували відтворення її платівок через її кампанію «Meat Stinks».
Кетрін Ленг з'явилася на обкладинці випуску Vanity Fair за серпень 1993 року, сфотографована Гербом Рітсом. На обкладинці була зображена Ленг у перукарському кріслі, а модель Сінді Кроуфорд голила її обличчя бритвою, що пізніше, як стверджує Ланг, було натхненно французьким фільмом «Le mari de la coiffeuse». Випуск містив детальну статтю про Ленг, в якій зазначалося, що співачка думала, що індустрія кантрі-музики піддасть її остракізму, коли та зробить камінг-аут як лесбійка.
У квітні 2008 року провела час у Мельбурні, Австралія, як запрошена редакторка журналу The Age". Це було пов'язано з її підтримкою прав людини в Тибеті. 24 квітня 2008 року вона приєдналася до протибетських демонстрантів у Канберрі, коли естафета вогню в Пекіні 2008 року пройшла через столицю Австралії.
2011 року Кетрін була введена в Зал слави Q Канади на знак визнання роботи, яку вона зробила для забезпечення рівності для всіх народів у всьому світі.
2016 року в інтерв'ю The Canadian Press, розмірковуючи про свій камінг-аут, сказала, що на той час «це було найвідповідальнішим для суспільства та мене». Вона також зазначила, що в наступні роки боролася з наслідками цього вчинку. «Все це просто великий восковий клубок того, ким я є, і якою була моя роль у масовій культурі — і якою була роль попкультури в мені».
Ленг є членкинею канадської благодійної організації Artists Against Racism.

## Фільмографія
| Рік  | Назва               | Роль                            |
| ---- | ------------------- | ------------------------------- |
| 1991 | Salmonberries       | Kotzebue                        |
| 1994 | Teresa's Tattoo     | Michelle                        |
| 1999 | Eye of the Beholder | Hilary                          |
| 2006 | The Black Dahlia    | Lesbian Bar Singer (uncredited) |

## Визнання
У листопаді 2005 року здобула нагороду National Arts Center Award, супутню нагороду генерал-губернатора Performing Arts Awards . 3 червня 2008 року було оголошено, що вона отримає зірку на канадській алеї слави. 2018 року була призначена до ордена Альберти за відмінність.

## Дискографія

### Студійні альбоми
- Shadowland (1988)
- Ingénue (1992)
- All You Can Eat (1995)
- Drag (1997)
- Invincible Summer (2000)
- Hymns of the 49th Parallel (2004)
- Watershed (2008)

### Колаборації
- A Truly Western Experience з The Reclines (1984)
- Angel with a Lariat з The Reclines (1987)
- Absolute Torch and Twang з The Reclines (1989)
- A Wonderful World з Тоні Беннеттом (2002)
- Sing It Loud з The Siss Boom Bang (2011)
- case/lang/veirs з case/lang/veirs (2016)

### Саундтрек альбоми
- Even Cowgirls Get the Blues (1993)